# Liste der Stolpersteine in Maintal (Hessen)
In der Liste der Stolpersteine in Maintal (Main-Kinzig-Kreis) werden die vorhandenen Gedenksteine aufgeführt, die im Rahmen des Projektes Stolpersteine des Künstlers Gunter Demnig bisher in Maintal zum Andenken an ermordete Mitglieder der ehemaligen Jüdischen Gemeinden in Hochstadt und Wachenbuchen verlegt worden sind. Die Synagogengemeinde Hochstadt bei Hanau umfasst auch Juden aus Dörnigheim und Bischofsheim bei Hanau. Ebenfalls erfasst sind die Stolpersteine für nichtjüdische Opfer der Verfolgung.

## Bischofsheim
| Adresse                                 | Name                                                   | Inschrift | Verlegedatum  | Bild | Anmerkung |
| --------------------------------------- | ------------------------------------------------------ | --- | ------------- | ---- | --- |
| Niedergasse 22 ·                        | Paul Wolff aus Wawern                                  | Hier wohnte Paul Wolff Jg. 1878 1941 Kaunas                                                                   | 26. Okt. 2011 |      | Stolperstein ist unter falschen Annahmen verlegt worden. Er wird voraussichtlich nach Frankfurt am Main versetzt. |
| Niedergasse 22 ·                        | Emma Wolff geb. Rapp aus Groß-Umstadt                  | Hier wohnte Emma Wolff Jg. 1869 1943 Theresienstadt                                                           | 26. Okt. 2011 |      | Stolperstein ist unter falschen Annahmen verlegt worden. Er wird nach Groß-Umstadt versetzt.                      |
| Niedergasse 22 ·                        | Alfred Wolff                                           | Hier wohnte Alfred Wolff Schicksal unbekannt                                                                  | 26. Okt. 2011 |      | Alfred Wolff war der Ehemann von Johanna Wolff. bereits 1918 als Soldat verstorben.                               |
| Niedergasse 22 ·                        | Johanna Wolff geb. Stern                               | Hier wohnte Johanna Wolff geb. Stern Jg. 1878 1933 begraben in Hanau                                          | 26. Okt. 2011 |      | |
| Niedergasse 22 ·                        | Max Wolff                                              | Hier wohnte Max Wolff Jg. 1910 deportiert 1942 Izbica ermordet 1942 in Sobibor                                | 26. Okt. 2011 |      | |
| Niedergasse 22 ·                        | Pauline Wolff geb. Korn aus Ettingshausen              | Hier wohnte Pauline Wolff Jg. 1912 deportiert 1942 Izbica ermordet 1942 in Sobibor                            | 26. Okt. 2011 |      | |
| Niedergasse 22 ·                        | Hermann Wolff                                          | Hier wohnte Hermann Wolff Jg. 1912 deportiert 1942 Izbica ermordet 1942 in Sobibor                            | 26. Okt. 2011 |      | |
| Niedergasse 22 ·                        | Emma Wolff geb. Spitz aus Frankfurt am Main            | Hier wohnte Emma Wolff Jg. 1908 deportiert 1942 Izbica ermordet 1942 in Sobibor                               | 26. Okt. 2011 |      | |
| Niedergasse 22 ·                        | Ludwig Wolff                                           | Hier wohnte Ludwig Wolff Jg. 1915 deportiert 1942 Izbica ermordet 1942 in Majdanek                            | 26. Okt. 2011 |      | |
| Schäfergasse 2 ·                        | Hermann Goldschmidt                                    | Hier wohnte Hermann Goldschmidt Jg. 1880 Flucht USA überlebt                                                  | 6. März 2007  |      | |
| Schäfergasse 2 ·                        | Leopold Blumenthal aus Kirchbracht                     | Hier wohnte Leopold Blumenthal Jg. 1878 ?                                                                     | 6. März 2007  |      | Leopold Blumenthal überlebte in den USA und starb 1950 in New York                                                |
| Schäfergasse 2 ·                        | Bertha Blumenthal geb. Goldschmidt                     | Hier wohnte Bertha Blumenthal geb Goldschmidt Jg. 1878 deportiert Theresienstadt nach Befreiung tot 19.5.1945 | 6. März 2007  |      | |
| Schäfergasse 2 ·                        | Hugo Blumenthal                                        | Hier wohnte Hugo Blumenthal Jg. 1907 verhaftet 1938 KZ Buchenwald ermordet im Ghetto Lodz                     | 6. März 2007  |      | Tod im Ghetto Lodz 1941                                                                                           |
| Zwerggasse 1 · eigentlich Zwerchgasse · | Oskar Hirsch aus Homburg (Saar) früher Homburg (Pfalz) | Hier wohnte Oskar Hirsch Jg. 1881 deportiert 1942 ermordet 1944 in Theresienstadt                             | 26. Okt. 2011 |      | |
| Zwerggasse 1 · eigentlich Zwerchgasse · | Josephine (Sophie) Hirsch geb. Stern                   | Hier wohnte Josephine Hirsch geb. Stern Jg. 1880 überlebt in Frankfurt                                        | 26. Okt. 2011 |      | |
| Zwerggasse 1 · eigentlich Zwerchgasse · | Richard Hirsch                                         | Hier wohnte Richard Hirsch Jg. 1909 Flucht 1939 USA überlebt                                                  | 26. Okt. 2011 |      | |

## Dörnigheim
| Adresse                                | Name                                         | Inschrift | Verlegedatum  | Bild | Anmerkung |  |
| -------------------------------------- | -------------------------------------------- | --- | ------------- | ---- | --- |  |
| Frankfurter Straße 9 · früher Nr. 11 · | Isaak Schönfeld                              | Hier wohnte Isaak Schönfeld Jg. 1861 deportiert Theresienstadt 1942 tot 27.4.1943                                                                    | 6. März 2007  |      | In der Gedenkstätte des Lagers Theresienstadt befindet sich für Isaak Schönfeld eine Gedenktafel, initiiert von überlebenden Nachkommen                         |  |
| Frankfurter Straße 9 · früher Nr. 11 · | Karoline Schönfeld                           | Hier wohnte Karoline Schönfeld geb. Steigerwald Jg. 1865 tot 1934                                                                                    | 6. März 2007  |      | in Hanau verstorben |  |
| Frankfurter Straße 9 · früher Nr. 11 · | Lina (Lilli) Schönfeld                       | Hier wohnte Lilli Schönfeld Jg. 1890 ??? | 6. März 2007  |      | |  |
| Frankfurter Straße 9 · früher Nr. 11 · | Hermann Schönfeld                            | Hier wohnte Hermann Schönfeld Jg. 1900 verhaftet 1938 KZ Buchenwald Kaunas Erschossen 25.11.1941                                                     | 6. März 2007  |      | |  |
| Frankfurter Straße 9 · früher Nr. 11 · | Rosi Schönfeld geb. Schuster aus Altenstadt  | Hier wohnte Rosi Schönfeld Jg. 1906 deportiert Kaunas Erschossen 25.11.1941                                                                          | 6. März 2007  |      | |  |
| Frankfurter Straße 9 · früher Nr. 11 · | Horst Schönfeld geboren in Hanau             | Hier wohnte Horst Schönfeld Jg. 1930 deportiert Kaunas Erschossen 25.11.1941                                                                         | 6. März 2007  |      | |  |
| Frankfurter Straße 9 · früher Nr. 11 · | Gerhard (Gerd) Schönfeld                     | Hier wohnte Gerhard Schönfeld Jg. 1931 deportiert Kaunas Erschossen 25.11.1941                                                                       | 6. März 2007  |      | |  |
| Kirchgasse 12 ·                        | Maria Rauch geb. Petri aus Enkheim           | Hier wohnte Maria Rauch geb. Petry Jg. 1901 eingewiesen 1934 Landesheilanstalt Marburg verlegt 1941 Heilanstalt Weilmünster ermordet 1941 in Hadamar | 26. Okt. 2011 |      | nichtjüdisches Euthanasie-Opfer / Aktion T4 Der Todestag 18. Juli 1941 ist gefälscht zutreffend ist der 13. Juni 1941                                           |  |
| Schwanengasse 4 ·                      | Joseph Stern aus Malsch (Baden)              | Hier wohnte Joseph Stern Jg. 1873 verhaftet 1942 Dachau ermordet 1942                                                                                | 26. Okt. 2011 |      | Wurde vom Lager Dachau in die Tötungsanstalt Hartheim gebracht, aber nicht im Rahmen des Euthanasie-Programms.                                                  |  |
| Schwanengasse 4 ·                      | Bertha Stern geb. Kahn                       | Hier wohnte Bertha Stern Jg. 1871 deportiert 1942 ermordet 1944 in Theresienstadt                                                                    | 26. Okt. 2011 |      | |  |
| Schwanengasse 4 ·                      | Ludwig Stern                                 | Hier wohnte Ludwig Stern Jg. 1901 Flucht 1934 USA überlebt                                                                                           | 26. Okt. 2011 |      | |  |
| Schwanengasse 4 ·                      | Klara Stern                                  | Hier wohnte Klara Stern Jg. 1930 Flucht 1934 USA überlebt                                                                                            | 26. Okt. 2011 |      | Klara Stern ist in den USA verheiratet als Claire Dorogusker.                                                                                                   |  |
| Schwanengasse 4 ·                      | Bertha Stern geb. Stern aus Rodheim v. d. H. | Hier wohnte Bertha Stern Jg. 1904 Flucht 1934 USA überlebt                                                                                           | 26. Okt. 2011 |      | |  |
| Untergasse 12 ·                        | Karl Seng                                    | Hier wohnte Karl Ludwig Seng Jg. 1910 eingewiesen 1930 Heilanstalt Haina 1940 Heilanstalt Marburg ermordet 1941 in Pirna-Sonnenstein                 | 26. Okt. 2011 |      | nichtjüdisches Euthanasie-Opfer / Aktion T4 Der Todesort Pirna-Sonnenstein ist möglicherweise vorgeschoben, infrage kommt auch die Vernichtungsanstalt Hadamar. |  |
| Kennedystr. 32                         | Wilhelm Philipp Lapp                         | Hier wohnte Wilhelm Philipp Lapp Jg. 1911 eingewiesen "Heilanstalt" Weilmünster ermordet 23.2.1944                                                   | 5. Juni 2024  |      | |  |

## Hochstadt
| Adresse                                 | Name                                              | Inschrift | Verlegedatum  | Bild | Anmerkung |
| --------------------------------------- | ------------------------------------------------- | --- | ------------- | ---- | --- |
| Am Rathaus 3 ·                          | Alfred Hartoch (auch Hartog) aus Aachen           | Hier wohnte Alfred Hartoch Jg. 1876 unfreiwillig verzogen 1938 Frankfurt M. deportiert 1942 Theresienstadt ermordet 29.12.1942             | 24. Juni 2017 |      | |
| Am Rathaus 3 ·                          | Jeanette Hartoch (auch Hartog) geb. Appel         | Hier wohnte Jeanette Hartoch geb Appel Jg. 1871 unfreiwillig verzogen 1938 Frankfurt M. deportiert 1942 Theresienstadt ermordet 23.10.1942 | 24. Juni 2017 |      | |
| Am Rathaus 3 ·                          | Heinrich Hartoch (auch Hartog)                    | Hier wohnte Heinrich Hartoch Jg. 1910 unfreiwillig verzogen 1939 Frankfurt M. verhaftet 1939 Buchenwald ermordet 20.12..1939               | 24. Juni 2017 |      | |
| Bogenstraße 1 ·                         | Markus Stern geboren in Bischofsheim              | Hier wohnte Markus Stern Jg. 1874 1941 Kaunas                                                                                              | 23. Apr. 2008 |      | |
| Bogenstraße 1 ·                         | Sophie Stern geb. Rosenthal aus Frankfurt am Main | Hier wohnte Sophie Stern Jg. 1875 deportiert ???                                                                                           | 23. Apr. 2008 |      | Bereits 1918 in Hochstadt verstorben |
| Bogenstraße 1 ·                         | Hilda Johanna Stern                               | Hier wohnte Hilda Stern Jg. 1904 eingewiesen 1938 „Heilanstalt“ Herborn tot                                                                | 23. Apr. 2008 |      | Opfer der Euthanasie / Aktion T4. Ermordet 1940 in der Tötungsanstalt Brandenburg.                                                                |
| Bogenstraße 1 ·                         | Elsa Stern                                        | Hier wohnte Elsa Stern Jg. 1908 deportiert Sobibor ermordet                                                                                | 23. Apr. 2008 |      | Elsa Stern wurde in Auschwitz ermordet. Angenommener Todestag 10.9.1943                                                                           |
| Bogenstraße 1 ·                         | Hedwig Stern                                      | Hier wohnte Hedwig Stern Jg. 1910 deportiert ermordet 1944 in Auschwitz                                                                    | 23. Apr. 2008 |      | Hedwig Stern wurde am 14. September 1943 vom Lager Westerbork nach Auschwitz deportiert, Sie starb 1944 im Außenlager Malchow des KZ Ravensbrück. |
| Bogenstraße 6 ·                         | Nathan Appel                                      | Hier wohnte Nathan Appel Jg. 1873 deportiert 1942 Theresienstadt tot 18.3.1944                                                             | 23. Apr. 2008 |      | |
| Bogenstraße 6 ·                         | Hannchen Appel geb. Lind aus Hüttengesäß          | Hier wohnte Hannchen Appel Jg. 1867 deportiert 1942 Theresienstadt tot 30.6.1944                                                           | 23. Apr. 2008 |      | |
| Bogenstraße 6 ·                         | Gottfried Appel                                   | Hier wohnte Gottfried Appel Jg. 1900 deportiert Theresienstadt tot 1942 in Minsk                                                           | 23. Apr. 2008 |      | |
| Bogenstraße 6 ·                         | Melitta Appel geb. Löbenstein Marköbel            | Hier wohnte Melitta Appel Jg. 1898 deportiert Theresienstadt tot 1942 in Minsk                                                             | 23. Apr. 2008 |      | |
| Ritterstraße 11 · früher Nordstraße 3 · | Salomon (Sally) Katz                              | Hier wohnte Sally Katz Jg. 1887 deportiert 1942 ermordet in Sobibor                                                                        | 6. März 2007  |      | |
| Ritterstraße 11 · früher Nordstraße 3 · | Recha (Regina) Katz geb. Kahn aus Niederflorstadt | Hier wohnte Recha Katz Jg. 1886 deportiert 1942 ermordet in Sobibor                                                                        | 6. März 2007  |      | |
| Ritterstraße 11 · früher Nordstraße 3 · | Leopold Katz geboren in Frankfurt am Main         | Hier wohnte Leopold Katz Jg. 1928 Flucht 1938 Holland versteckt überlebt                                                                   | 6. März 2007  |      | |

## Wachenbuchen
| Adresse                                            | Name                                         | Inschrift | Verlegedatum  | Bild | Anmerkung |
| -------------------------------------------------- | -------------------------------------------- | --- | ------------- | ---- | --- |
| Alt Wachenbuchen 26 · früher Hauptstraße 26 ·      | Salomon Strauß                               | Hier wohnte Salomon Strauß Jg. 1866 unfreiwillig verzogen 1939 Frankfurt M. deportiert 1942 Theresienstadt ermordet in Treblinka                      | 24. Juni 2017 |      | |
| Alt Wachenbuchen 26 · früher Hauptstraße 26 ·      | Bertha Strauß geb. Stern aus Schotten        | Hier wohnte Berta Strauß geb Stern Jg. 1869 unfreiwillig verzogen 1936 Dietzenbach deportiert 1942 Theresienstadt ermordet in Treblinka               | 24. Juni 2017 |      | |
| Alt Wachenbuchen 28 · früher Hauptstraße 28 ·      | Irma Heippert geb. Strauß                    | Hier wohnte Irma Heippert geb. Strauss Jg. 1907 unfreiwillig verzogen Frankfurt M. deportiert 1941 Kowno Fort IX ermordet 25.11.1941                  | 24. Juni 2017 |      | |
| Alt Wachenbuchen 28 · früher Hauptstraße 28 ·      | Inge Regina Heippert                         | Hier wohnte Inge Regina Heippert Jg. 1932 unfreiwillig verzogen Frankfurt M. deportiert 1941 Kowno Fort IX ermordet 25.11.1941                        | 24. Juni 2017 |      | |
| Alt Wachenbuchen 28 · früher Hauptstraße 28 ·      | Lydia Heippert                               | Hier wohnte Lydia Heippert Jg. 1938 deportiert 1941 Kowno Fort IX ermordet 25.11.1941                                                                 | 24. Juni 2017 |      | |
| Alt Wachenbuchen 28 · früher Hauptstraße 28 ·      | Sally Herlitz aus Fechenheim                 | Hier wohnte Sally Herlitz Jg. 1903 unfreiwillig verzogen Frankfurt M. deportiert 1942 Raasiku befreit                                                 | 24. Juni 2017 |      | Überlebt durch glückliche Umstände das Lager Raasiku. Sally Herlitz wurde im Oktober 1944 weiter verschleppt ins KZ Stutthof. Nach der Befreiung kehrte er nach Frankfurt am Main zurück. Gestorben 1992 in Frankfurt am Main.                         |
| Alt Wachenbuchen 28 · früher Hauptstraße 28 ·      | Lina Herlitz geb. Stern                      | Hier wohnte Lina Herlitz geb. Stern Jg. 1904 unfreiwillig verzogen Frankfurt M. deportiert 1942 ermordet in Raasiku                                   | 24. Juni 2017 |      | |
| Alt Wachenbuchen 28 · früher Hauptstraße 28 ·      | Inge Herlitz                                 | Hier wohnte Inge Herlitz Jg. 1930 unfreiwillig verzogen Frankfurt M. deportiert 1942 ermordet in Raasiku                                              | 24. Juni 2017 |      | |
| Alt Wachenbuchen 28 · früher Hauptstraße 28 ·      | Louis Stern aus Düdelsheim                   | Hier wohnte Louis Stern Jg. 1874 unfreiwillig verzogen Frankfurt M. deportiert 1941 Kowno Fort IX ermordet 25.11.1941                                 | 24. Juni 2017 |      | |
| Alt Wachenbuchen 28 · früher Hauptstraße 28 ·      | Julius Stern                                 | Hier wohnte Julius Stern Jg. 1909 unfreiwillig verzogen Frankfurt M. deportiert 1941 Kowno Fort IX ermordet 25.11.1941                                | 24. Juni 2017 |      | |
| Alt Wachenbuchen 28 · früher Hauptstraße 28 ·      | David Stern                                  | Hier wohnte David Stern Jg. 1912 unfreiwillig verzogen Frankfurt M. deportiert 1941 ermordet in Minsk                                                 | 24. Juni 2017 |      | |
| Alt Wachenbuchen 28 · früher Hauptstraße 28 ·      | Hildegard Stern                              | Hier wohnte Hildegard Stern Jg. 1915 deportiert ermordet im besetzten Polen                                                                           | 24. Juni 2017 |      | Stolperstein wird später versetzt nach Hainstraße 13. |
| Alt Wachenbuchen 36 · früher Hauptstraße 36 ·      | Lehrer Leo Sonneberg aus Somborn             | Hier wohnte Leo Sonneberg Jg. 1892 Opfer des Pogroms 1938 unfreiwillig verzogen 1938 Frankfurt deportiert 1941 Lodz/Litzmannstadt ermordet            | 8. Nov. 2013  |      | Die Sonnebergs wohnten im jüdischen Schulhaus. Dieses wurde im Verlauf der Pogrome vom November 1938 vollständig abgerissen. Verlegung der Stolpersteine für die Sonnebergs durch den Verein Brüder-Schönfeld-Forum e. V.                              |
| Alt Wachenbuchen 36 · früher Hauptstraße 36 ·      | Hedwig Sonneberg geb. Grünebaum aus Rohrbach | Hier wohnte Hedwig Sonneberg Jg. 1896 Opfer des Pogroms 1938 unfreiwillig verzogen 1938 Frankfurt deportiert 1941 Lodz/Litzmannstadt ermordet         | 8. Nov. 2013  |      | |
| Alt Wachenbuchen 36 · früher Hauptstraße 36 ·      | Paul Sonneberg                               | Hier wohnte Paul Sonneberg Jg. 1921 ?Opfer des Pogroms 1938 unfreiwillig verzogen 1938 Frankfurt Flucht England überlebt                              | 8. Nov. 2013  |      | Paul Sonneberg nahm in Großbritannien den Namen Paul Sinclair an. |
| Alt Wachenbuchen 40 · früher Hauptstraße 40 ·      | Mathilde Strauß geb. Strauß aus Meerholz     | Hier wohnte Mathilde Strauß Jg. 1868 deportiert 1942 Lodz 21.11.1941                                                                                  | 6. März 2007  |      | |
| Alt Wachenbuchen 40 · früher Hauptstraße 40 ·      | Arthur Strauß                                | Hier wohnte Arthur Strauß Jg. 1894 deportiert 1942 Lodz ???                                                                                           | 6. März 2007  |      | |
| Alt Wachenbuchen 40 · früher Hauptstraße 40 ·      | Henny Strauß                                 | Hier wohnte Henny Strauß Jg. 1896 1942 Lodz | 6. März 2007  |      | |
| Bachstraße 8 ·                                     | Samuel Strauß                                | Hier wohnte Samuel Strauß Jg. 1870 Flucht 1933 Holland interniert Westerbork deportiert 1942 Auschwitz ermordet 29.12.1942                            | 24. Juni 2017 |      | |
| Bachstraße 8 ·                                     | Antonie Strauß geb. Stern                    | Hier wohnte Antonie Strauß geb. Stern Jg. 1874 Flucht 1933 Holland interniert Westerbork deportiert 1942 Auschwitz ermordet 29.12.1942                | 24. Juni 2017 |      | |
| Herrnstraße 13                                     | Rosa Reinhardt geb. Löbenstein               | Hier wohnte Rosa Reinhardt geb. Löbenstein Jg. 1887 unfreiwillig verzogen 1939 Frankfurt/Main deportiert 1941 Ghetto Minsk ermordet                   | 17. Sep. 2024 |      | |
| Herrnstraße 13                                     | Joseph Reinhardt                             | Hier wohnte Joseph Reinhardt Jg. 1886 „Schutzhaft 1938“ KZ Buchenwald unfreiwillig verzogen 1939 Frankfurt/Main deportiert 1941 Ghetto Minsk ermordet | 17. Sep. 2024 |      | |
|                                                    | Fanny Wolf geb. Reinhardt                    | Hier wohnte Fanny Wolf geb. Reinhardt Jg. 1914 Flucht 1938 USA                                                                                        | 17. Sep. 2024 |      | |
| Rübenberg 11                                       | Jenny Strauß                                 | Hier wohnte Jenny Strauss geb. Gernsheimer Jg. 1892 unfreiwillig verzogen 1939 Frankfurt/Main deportiert 1941 Ghetto Minsk ermordet                   | 17. Sep. 2024 |      | |
| Rübenberg 11                                       | Ernst Daniel Strauß                          | Hier wohnte Ernst Daniel Strauss Jg. 1913 Flucht 1939 USA                                                                                             | 17. Sep. 2024 |      | |
| Rübenberg 11                                       | Simon Strauß                                 | Hier wohnte Simon Strauss Jg. 1917 „Schutzhaft“ 1938 KZ Buchenwald Flucht 1939 England USA                                                            | 17. Sep. 2024 |      | |
|                                                    | Ludwig Strauß                                | Hier wohnte Ludwig Strauss Jg. 1921 Flucht 1936 Palästina USA                                                                                         | 17. Sep. 2024 |      | |
| Kleine Hainstraße 3 · früher Reinhardtstraße 3 ·   | Amalie (Malchen) Appel                       | Hier wohnte Amalie Appel Jg. 1892 eingewiesen 1939 „Heilanstalt“ Weilmünster ermordet 1941 in „Heilanstalt“ Hadamar                                   | 23. Apr. 2008 |      | Opfer der Euthanasie / Aktion T4 |
| Kleine Hainstraße 3 · früher Reinhardtstraße 3 ·   | Johanna (Jenny) Appel                        | Hier wohnte Jenny Appel Jg. 1934 eingewiesen 1939 „Heilanstalt“ 1940 Weilmünster tot 10.4.1940                                                        | 23. Apr. 2008 |      | Mutmaßlich Opfer der Euthanasie / Aktion T4 |
| Kleine Hainstraße 12 · früher Reinhardtstraße 16 · | Joseph Burg aus Fischelbach                  | Hier wohnte Joseph Burg Jg. 1875 deportiert ermordet in Auschwitz                                                                                     | 23. Apr. 2008 |      | Joseph Burg wurde 1942 zunächst nach Theresienstadt deportiert, dann weiter nach Auschwitz. Angenommenes Todesdatum 15. Mai 1944 |
| Kleine Hainstraße 12 · früher Reinhardtstraße 16 · | Mathilde Burg geb. Stern                     | Hier wohnte Mathilde Burg Jg. 1875 deportiert ermordet in Auschwitz                                                                                   | 23. Apr. 2008 |      | Schicksal von Mathilde Burg wie Ehemann Josef |
| Kleine Hainstraße 12 · früher Reinhardtstraße 16 · | Lina Burg                                    | Hier wohnte Lina Burg Jg. 1904 verzogen 1938 Frankfurt ???                                                                                            | 23. Apr. 2008 |      | |
| Kleine Hainstraße 12 · früher Reinhardtstraße 16 · | Gerda (Gustel) Burg                          | Hier wohnte Gerda Burg Jg. 1908 verzogen 1938 Frankfurt ???                                                                                           | 23. Apr. 2008 |      | |
| Kleine Hainstraße 12 · früher Reinhardtstraße 16 · | Ludwig Burg                                  | Hier wohnte Ludwig Burg Jg. 1910 Flucht Argentinien überlebt                                                                                          | 23. Apr. 2008 |      | Ludwig Burg gelang 1937 mit der Schwester Henny die Flucht nach Argentinien. |
| Kleine Hainstraße 12 · früher Reinhardtstraße 16 · | Henny Burg                                   | Hier wohnte Henny Burg Jg. 1913 Flucht Argentinien überlebt                                                                                           | 23. Apr. 2008 |      | siehe: Ludwig Burg |
| Kleine Hainstraße 12 · früher Reinhardtstraße 16 · | Else Burg                                    | Hier wohnte Else Burg Jg. 1916 verzogen 1938 Frankfurt ???                                                                                            | 23. Apr. 2008 |      | |
| Schulstraße 32 ·                                   | Joseph Strauß                                | Hier wohnte Josef Strauß Jg. 1891 deportiert 1942 Theresienstadt 1942 ermordet 1944 in Auschwitz                                                      | 26. Okt. 2011 |      | Die Familie Strauß wechselte für kurze Zeit noch in die Schwanengass 4, bevor sie nach Frankfurt vertrieben wurde. |
| Schulstraße 32 ·                                   | Selma Strauß geb. Stern aus Dörnigheim       | Hier wohnte Selma Strauß geb Stern Jg. 1900 deportiert 1942 Theresienstadt 1942 ermordet 1944 in Auschwitz                                            | 26. Okt. 2011 |      | |
| Schulstraße 32 ·                                   | Lothar Strauß                                | Hier wohnte Lothar Strauß Jg. 1927 deportiert 1942 Theresienstadt Auschwitz-Birkenau Dachau befreit/überlebt                                          | 26. Okt. 2011 |      | Lothar Strauß überlebte die Lager Theresienstadt, Auschwitz und Dachau. Er wurde am 29. April 1945 nach einem Todesmarsch bei Kaufering befreit und siedelte 1945 in die USA über. Dort benutzte er den Vornamen Larry. Gestorben 2011 in Kalifornien. |